# Курахівка
Кура́хівка — селище Курахівської міської громади Покровського району Донецької області, Україна. Відстань до Селидового становить близько 16 км і проходить автошляхом місцевого значення.

## Історія
За даними на 1859 рік у власницькому селі Бахмутського повіту Катеринославської губернії мешкало 295 осіб (137 чоловічої статі та 158 — жіночої), налічувалось 37 дворових господарств, існував завод.
Станом на 1886 рік у колишньому власницькому селі Курахівка (Кам'янка) Голицинівської волості мешкало 331 особа, налічувалось 53 дворових господарства, існувала лавка.
За переписом 1897 року кількість мешканців зросла до 535 осіб (250 чоловічої статі та 285 — жіночої), з яких 502 — православної віри.
У 1908 році в селі мешкало 740 осіб (369 чоловічої статі та 371 — жіночої), налічувалось 82 дворових господарства.
З 2022 року село обстрілюється росіянами,особливо активно почало обстрілюватися в 2024 році.Є загиблі цивільні люди. Восени 2024 року окуповане рф.

## Населення

### Мова
Розподіл населення за рідною мовою за даними перепису 2001 року:
| Мова            | Кількість | Відсоток |
| --------------- | --------- | -------- |
| російська       | 2883      | 69.06%   |
| українська      | 1276      | 30.56%   |
| вірменська      | 7         | 0.17%    |
| білоруська      | 3         | 0.07%    |
| румунська       | 2         | 0.05%    |
| грецька         | 1         | 0.02%    |
| угорська        | 1         | 0.02%    |
| інші/не вказали | 2         | 0.05%    |
| Усього          | 4175      | 100%     |

За даними перепису 2001 року населення селища становило 4175 осіб, із них 30,56 % зазначили рідною мову українську, 69,05 %— російську, 0,17 %— вірменську, 0,07 %— білоруську, 0,05 %— молдовську, 0,02 %— угорську та грецьку мови.
Динаміка зміни населення Курахівки за роками:

## Економіка
У селищі працює Центральна збагачувальна фабрика «Курахівська». Є електромеханічні майстерні. Ведеться видобуток вугілля.

## Персоналії
- Мерцалов Олексій Іванович (1856—1935) — коваль, металург, автор славнозвісної Пальми Мерцалова.
- Волинко Микола Миколайович (1954) — український профспілковий діяч. Очолює Незалежну профспілку гірників Донбасу.
- Межовий-Мороз Василь Антонович (1923—2015) — український поет, учитель, громадський діяч.